# 文三路
文三路位于杭州市西湖区，属于城西文教区地块。1954年文三路作为城西文教区的主要道路开工建设，落成时称为文三街，文革时期改称“学军路”，1981年更名为文三路并沿用至今。早年间，来自文三路周边的浙江大学、浙江工商大学等数十所高校和科研院所的年轻人，自发地涌向上世纪九十年代初成立的杭州电子卖场，以及九十年代末开设的高新电脑城。2003年5月，文三路电子信息特色街区领导小组第一次会议召开，西湖区委区政府提出“打造国内一流、国际知名的国家信息产业蓝图大道”的设想。2003年10月23日，文三路电子信息街区正式开街，也曾风光一时。然而随着城市进程的推进和人们消费方式的改变，文三路“数码一条街”不复昔日的热闹。2021年上半年，杭州启动文三数字生活街区的改造，以文三路为主轴，东起莫干山路，西至丰潭路，南起天目山路，北至文一路，面积6.7平方公里，开始打造“数智杭州”引领示范点和“全国数字生活第一街”。2022年4月29日，文三数字生活街区开街正式开街。

## 相交道路
| 道路名称                  | 地标                                                 | 公交车站                | 地铁站       |
| ------------------------- | ---------------------------------------------------- | ----------------------- | ------------ |
| 东:文晖路 南北：莫干山路  | 浙江省中山医院（莫干山院区）                         | 密渡桥                  | 219沈塘桥站  |
| 北：文三支路（不互通）    |                                                      | 文三支路                | 219沈塘桥站  |
| 马塍路                    |                                                      | 文三路马塍路口          |              |
| 南：上宁巷（不互通）      |                                                      |                         |              |
| 北：求智巷                |                                                      |                         |              |
| 保俶北路                  | 浙江大学西溪校区、杭州学军中学西溪校区               |                         |              |
| 教工路                    | 浙江大学西溪校区北园、浙江体育职业技术学院教工路校区 | 上宁桥                  |              |
| 南：黄姑山路 北：影业路   |                                                      | 九莲新村                |              |
| 学院路                    | 黄龙国际中心、钱江科技大楼                           | 东方通信大厦            | 1019文三路站 |
| 工专路                    | 东方通信大厦                                         |                         | 1019文三路站 |
| 万塘路                    | 华星时代广场                                         | 万塘路文三路口          | 1019文三路站 |
| 西：文三西路 南北：古翠路 | 星光城(文三数字生活街区店)·天苑大厦                  | 文三路古翠路口·天苑花园 |              |